# Каримова, Гульбика Галеевна
Гульбика Галеевна Каримова (тат. Гөлбикә Гали кызы Кәримова; род. 1938) — советская работница сельского хозяйства, доярка, Герой Социалистического Труда.

## Биография
Родилась 15 сентября 1938 года в поселке Узяк Тюлячинского района Татарской АССР.
После окончания семи классов школы стала работать на молочнотоварной ферме родного хозяйства. Труд был нелегким, так как многое приходилось делать вручную. Но с началом 1960-х годов на ферму пришла механизация и автоматизация, соответственно почти вдвое увеличилось число коров в группе, обслуживаемой Гульбикой Каримовой. Росли надои в её стаде и в 1965 году за перевыполнение соцобязательств ей был вручен орден Ленина.
В 1968 году Каримова взяла обязательство получить от каждой коровы не менее 4500 килограммов молока и сдержала его, завоевав звание «Лучшая доярка района». В этом же году она довела надои от каждой коровы до 5549 кг, что было в два раза выше среднерайонного показателя — теперь ей присвоили звание «Лучшая доярка Татарской АССР». За выполнение планов VIII пятилетки Гульбика Галеевна была занесена в Республиканскую книгу Почета. Неоднократно Каримова была участницей ВДНХ СССР и награждалась медалями.
Была членом КПСС, избиралась делегатом XXV съезда КПСС, занималась общественной деятельностью. До 1993 года работала дояркой ОПХ имени В. И. Ленина Тюлячинского района, затем вышла на пенсию. С днями рождения её постоянно поздравляет руководство района.

## Награды
- 6 апреля 1971 года Г. Г. Каримовой было присвоено звание Героя Социалистического Труда с вручением ордена Ленина.
- Также была награждена вторым орденом Ленина[3] и медалями.
- Лауреат Государственной премии СССР (1982, за увеличение производства высококачественной продукции животноводства, применение прогрессивных технологий и повышение производительности труда).